# Remington Model 11-48
A Remington Model 11-48, é uma escopeta semiautomática fabricada pela Remington Arms como a primeira de sua "nova geração" de semiautomáticas produzidas após a Segunda Guerra Mundial. Lançada como substituta da Remington Model 11, foi fabricada de 1949 a 1968 e produzida nas variações de calibre 12, 16, 20 e 28 e .410.

## Projeto
A Remington Model 11-48 é uma escopeta semiautomática por ação de recuo longo baseada na Model 11, ele próprio baseado em um projeto de 1898 de John Browning. Os cartuchos são armazenadas em um carregador tubular sob o cano. Quando um cartucho na câmara é disparado, o cano e o ferrolho recuam juntos (por uma distância maior do que o comprimento do cartucho) engatilham novamente o cão, ejeta o estojo gasto e alimenta outro do carregador para a câmara.
A Model 11-48 foi revolucionária porque introduziu componentes de aço estampado para um custo de montagem mais baixo e apresentava peças verdadeiramente intercambiáveis que não exigiam o ajuste de um armeiro e era extremamente confiável. O impacto dessas mudanças pode ser visto em todas as escopetas Remington desde então, e também prevalece nos modelos dos concorrentes. A Model 11-48 difere da Model 11 no formato de seu receptor de aço usinado e no uso de peças internas de aço estampado mais baratas. O invólucro do gatilho de alumínio facilmente removível também foi usado em suas sucessoras.

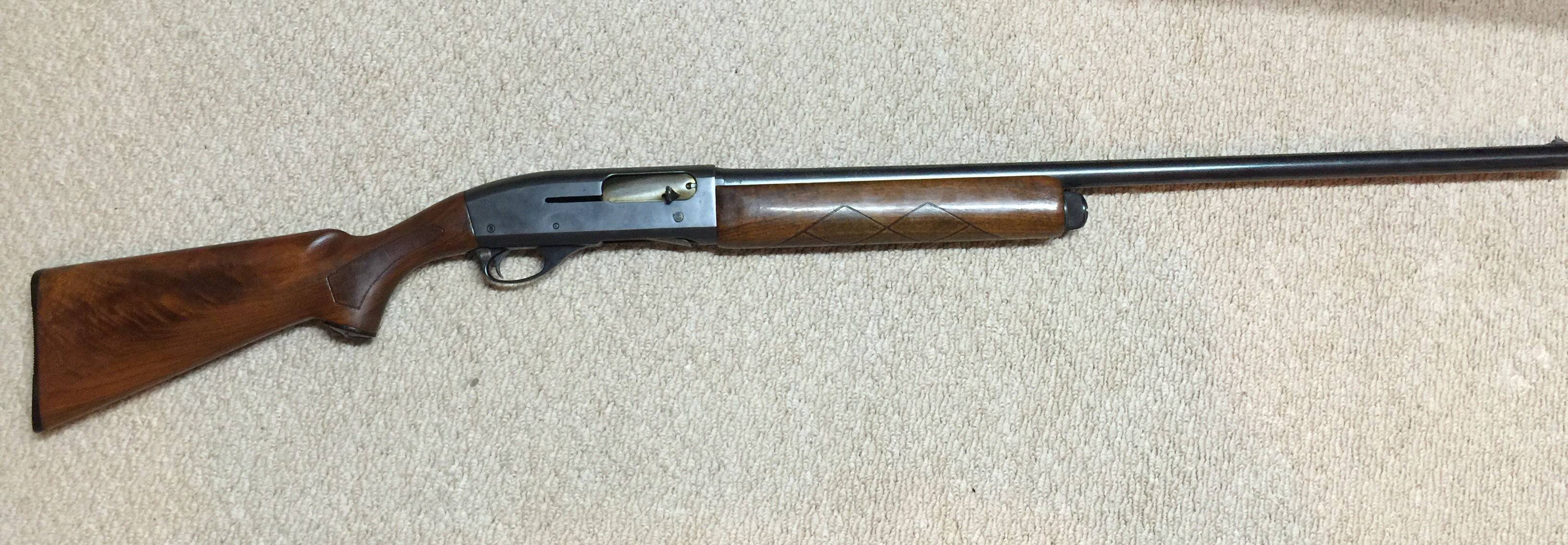
Uma Remington Model 11-48.

Como a Model 11, a arma operava por meio de duas molas de retorno. A primeira, localizado na coronha, serve de resistência ao ferrolho. A segunda mola, localizada sobre o tubo do carregador, serve como mola de recuo do cano, permitindo que o cano recue vários centímetros para dentro do receptor. A 11-48 difere da Model 11 no anel de fricção colocado na extremidade dianteira da mola de recuo do cano. A Model 11 tinha um anel de fricção de latão com uma extremidade cega e uma extremidade chanfrada. O anel se encaixa em um corte correspondente abaixo do reforço do cano. Para munições com cargas mais pesadas, o anel é girado com a extremidade chanfrada voltada para o ressalto. Para cargas mais leves, a extremidade cega é virada para o reforço do cano. A 11-48 apresenta um sistema de anel de fricção semelhante, mas foi modificado para ser autoajustável e funcionar com todas as cargas.
Em 1956, a Remington apresentou a Model 58 operada a gás, que se provou mais cara de fabricar do que a Model 11-48, além de ser menos confiável e mais pesada. A Remington optou por substituir a Model 58 por um modelo que combinava seus melhores recursos com os da Model 11-48. A Model 1100 resultante, introduzida em 1963, substituiu imediatamente a Model 58 e provou ser tão bem-sucedida que logo também substituiu a Model 11-48.

## Variantes
A Model 11-48 apresentou um visual simplificado que foi projetado por John Vassos e continua nos dias atuais com as escopetas Remington. Vassos foi o principal designer industrial da RCA, creditado por projetar rádios, equipamento de transmissão e a primeira televisão produzida em massa para a RCA vista na Feira Mundial de Nova York de 1939. Um condecorado veterano da Segunda Guerra Mundial, Vassos foi chefe da OSS "Spy School" no Cairo, Egito, de 1942 a 1945, responsável pelo treinamento de agentes enviados para a Grécia, os Bálcãs e a Itália.

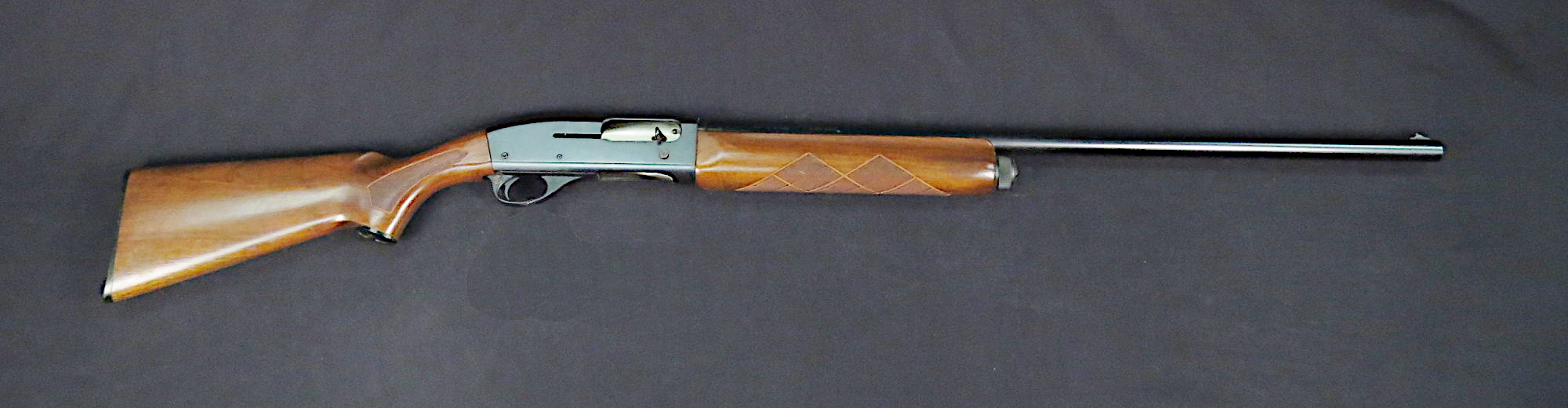
Uma Remington Sportsman 48.

A "Sportsman 48" foi uma variante introduzida para cumprir várias leis de caça americanas que limitavam as espingardas usadas para a caça a três cartuchos. Ela veio com um carregador tubular fresado que permitia que fosse carregado com apenas dois cartuchos. Um cartucho adicional colocado na câmara elevava sua capacidade total para três cartucho. Ela veio em modelos de calibre 12, 16 e 20. Os ressaltos do carregador tubular podem ser removidos com uma lima redonda por dentro, permitindo que o carregador aceite um total de quatro cartuchos. A "Model 1148SA" foi projetada para skeet. A Model 11-48' também estava disponível em acabamentos superiores com madeira de lei e gravações personalizadas.

## Uso militar
Uma pequena quantidade da Model 11-48 foi comprada por soldados para uso na Guerra da Coreia. Algumas outras foram compradas por soldados e colocadas em campo na Guerra do Vietnã pelo Corpo de Fuzileiros Navais dos Estados Unidos.